# Суворін Олексій Сергійович
Суворін Олексій Сергійович (рос. Суворин Алексей Сергеевич; 1834 село Коршево, Воронезька губернія — 1912 Царське Село) — російський журналіст, видавець, письменник, театральний критик і драматург.

## Життєпис
Навчався в воронезькому Михайлівському кадетському корпусі (закінчив в 1851) і в спеціальних саперних класах Дворянського полку. Незабаром вийшов у відставку, витримав іспит на звання вчителя повітового училища.
Кілька кореспонденцій з Воронежа (під псевдонімом Василь Марков) в «Русской речи» (1861) звернули на себе увагу видавця цього журналу, графині Є. В. Саліас-де-Турнемір, яка запропонувала Суворину переселитися в Москву і стати кореспондентом «Русской речи».
У 1863 році Суворін переселився в Петербург.
Широку популярність отримав у другій половині 1860-х років, коли під псевдонімом Незнайомець став писати в «Санкт-Петербургские ведомости» недільний фейлетон («Тижневі нариси і картинки»).
За своїми переконаннями Суворін на той час був помірно-ліберальним західником.

## Новое время
В кінці 1875 року Суворін став писати недільні фейлетони в «Біржових відомостях» П. І. Полетики, а на початку 1876 року придбав разом з В. І. Лихачовим газету «Новое время».
У 1901 році Суворін брав участь у створенні монархічної організації «Русское собрание».

## Ставлення до українці
|                 | Малоруська мова, з її ніжністю і співучістю, здається нам якоюсь дитячою мовою, мовою гумористичною, і з цим розумінням важко нам, великоросам, розлучитися |
| — Суворін О. С. | |

Український театральний журналіст Олег Вергеліс описує Суворіна як контраверсійну особу, яка могла «падати у крайнощі антисемітизму та українофобства».
Після перегляду репертуару Театру корифеїв Суворін видав книгу «Хохли й хохлушки».